# Província d'Aroma

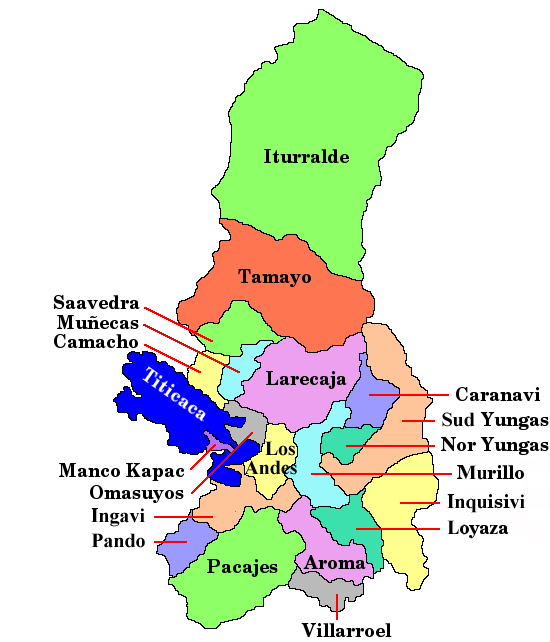
Les províncies del Departament de La Paz

La província d'Aroma és una de les 20 províncies del Departament de La Paz a Bolívia. La seva capital és Sica Sica.